# Манкат-аль-Хатаб
Манкат-аль-Хатаб (англ. Mankat al-Hatab, араб. منكت الحطب) — поселення в Сирії, що складає невеличку друзьку общину в нохії Габагіб, яка входить до складу мінтаки Ес-Санамейн в південній сирійській мухафазі Дара.